# Ombre di Luci
Ombre di Luci (italienisch für „Schattenlichter“) ist eine deutsche Band, die 1996 in Osnabrück als Duo gegründet wurde. Sie spielt auf akustischen Instrumenten ausschließlich Eigenkompositionen in einer Mischung aus verschiedenen Stilrichtungen mit italienischen Texten.

## Stil
Aufgrund der vielfältigen Einflüsse von Pop, Jazz, Latin, Polka, Folk und Chanson bezeichnet die Band ihre musikalischen Stil augenzwinkernd als „Popjazzlatinpolkafolkchansons“.
Die italienischen Texte von Ombre di Luci stammen von den Italienern Sergio Grani und dem Mailänder Dichter, Texter und Barmixer Giovanni Armanni, der auf seiner Odyssee durch Europa in Osnabrück
gestrandet ist und im Sommer 2005 die Nachfolge Granis antrat. Außerdem schreiben inzwischen auch die Römerin Maria di Zio und der Sänger der Band, Marcus Tackenberg, selbst einige Songtexte.
Die erste Komposition Ave Maria ist die Vertonung eines Gebets, das ein sterbender Soldat auf dem Schlachtfeld spricht. Das während des Bosnien-Krieges entstandene Lied brachte die Band am ersten Adventssonntag 2005 in der wieder aufgebauten Dresdner Frauenkirche zur Aufführung, vier Wochen nach der Weihe des Gotteshauses.
Zum Varusschlacht-Jubiläum 2009 komponierten Ombre di Luci ein Stück mit lateinischem Text: Miles cum persona (Der Soldat mit der Maske). Das Lied thematisiert die Geschichte eines Legionärs, dessen Maske Archäologen nach 2000 Jahren finden, aus einem neuen Blickwinkel: Im Augenblick des unausweichlichen Todes sinniert der Römer über Sinn und Unsinn von Krieg und Gewalt und ahnt bereits, dass seine Maske eines Tages ein Symbol für den Frieden werden wird. Es ist das erste Stück auf der sechsten CD der Band, Reliquiae (dt.: Überbleibsel),  die im April 2009 erschien. Die übrigen sieben Lieder auf diesem Album stammen von den ersten beiden, lange Zeit vergriffenen Alben Origine (1999) und Vento del Sud (2000).
Außerdem wurde im Frühjahr 2010 im niedersächsischen Bad Essen ein Album als Auftragsarbeit präsentiert, das neben einigen Kompositionen der Band auch Kinderlieder des ehemaligen Cellisten Ludwig Voges enthält, der auch den Titelsong Der Blütenbert, über das Maskottchen der Landesgartenschau 2010, schrieb und der Ende 2017 durch Raphael Rahe ersetzt wurde.
Sechs weitere Alben haben die „falschen Italiener“ (so die Eigenbezeichnung der Band) in Eigenregie produziert: Ma dove vai (2002), auf der u. a. auch der sizilianische Cantautore Pippo Pollina mitwirkt, die Live-CD In Concerto (2004) und das fünfte Album La Vita d’artista, das im Juni 2008 erschienen ist. Auf ihrem achten Album Città dei Sogni, das am 21. Juli 2012 bei Timezone-Records veröffentlicht wurde, beschäftigen sich Ombre di Luci wieder mit typisch italienischen Geschichten und Bildern, wobei sie auch  politische Themen nicht außer Acht lassen. Das ist auch auf dem, im Februar 2018 gleichfalls bei Timezone-Records erschienenen, neunten Album von Ombre di Luci, Cuore d’oro (Herz aus Gold) so. Für das Titelstück gelang es der Band als Gastsänger den georgischen Bariton George Gagnidze zu gewinnen. Auf dem zehnten im Frühjahr 2024 erschienenen Album Vieni con noi gibt es neben neuen Kompositionen einige neu bearbeitete Versionen älterer Stücke zu hören und zum ersten Mal wirkt auch Raphael Rahe mit, der seit 2018 Ludwig Voges ersetzt.

## Auftritte
Neben hunderten „normalen“ Konzerten auf Festivals, in Hallen, Sälen, Clubs und Restaurants in ganz Deutschland, spielte die Band auch an einer Reihe von außergewöhnlichen Orten, so zum Beispiel in einem russischen Pionierferienlager an der Wolga, im antiken Amphitheater von Troja, im Clubhaus der „Contrada della Selva“ in der Altstadt von Siena, auf einem Volksfest im polnischen Masuren oder im Pavillon der katholischen Kirche auf der Expo 2000 in Hannover. Von 2006 bis 2015 spielte die Band jährlich bei den Herbstgesprächen der Neuen Osnabrücker Zeitung im Haus der Berliner Bundespressekonferenz. 2007 spielte sie im Schlossgarten Bellevue des Bundespräsidenten und seit 2018 begleiten Ombre di Luci musikalisch auch Andreas Hoppe, den Autor (Das Sizilien-Kochbuch) und Schauspieler (u. a. Tatort-Kommissar „Mario Kopper“) auf einigen seiner Lesungen.
So wie auf den Studioalben eine Reihe von internationalen Gastmusikern mitwirken, laden Ombre di Luci zu ihren Konzerten immer wieder gern Musiker aus anderen Kulturen ein, so z. B. Künstler aus Brasilien, Russland, Irland, Georgien, Italien, aus der Türkei und der Ukraine.

## Soziales Engagement
Ombre di Luci sind häufig bei Benefiz-Projekten zu finden, so z. B. bei Konzerten für Tsunami-Opfer, für krebserkrankte Kinder, für den Frieden und gegen Rassismus.
2010 wirkten sie auf der CD Wir sind der VfL – der VfL ist Osnabrück des Osnabrücker Kabarettisten Kalla Wefel zu Gunsten von terre des hommes mit. Sie übersetzten die Fußballer-Hymne ins Italienische und spielten sie in einer Ska-Version ein.

## Diskografie
Alben
- 1999: Origine (Wonderland Records)
- 2000: Vento del Sud (Wonderland Records)
- 2002: Ma dove vai (Wonderland Records)
- 2004: In Concerto (Livealbum; Wonderland Records)
- 2008: La Vita d’Artista (Wonderland Records)
- 2009: Reliquiae (Compilation; Wonderland Records)
- 2010: Der Blütenbert (Kinder- und andere Lieder; WOM)
- 2012: Città dei sogni (Timezone Records)
- 2018: Cuore d’oro (Timezone Records)
- 2024: Vieni con noi (Timezone Records)